# Yah-ta-hey (Nou Mèxic)
Yah-ta-hey (navaho Tʼáá Bííchʼį́įdii) és una concentració de població designada pel cens dels Estats Units a l'estat de Nou Mèxic. Segons el cens del 2000 tenia 580 habitants.

## Demografia
Segons el cens del 2000, Yah-ta-hey tenia 580 habitants, 156 habitatges, i 138 famílies. La densitat de població era de 56,6 habitants per km².
Dels 156 habitatges en un 51,3% hi vivien nens de menys de 18 anys, en un 59% hi vivien parelles casades, en un 24,4% dones solteres, i en un 10,9% no eren unitats familiars. En el 9% dels habitatges hi vivien persones soles l'1,9% de les quals corresponia a persones de 65 anys o més que vivien soles. El nombre mitjà de persones vivint en cada habitatge era de 3,72 i el nombre mitjà de persones que vivien en cada família era de 3,91.
Per edats la població es repartia de la següent manera: un 37,6% tenia menys de 18 anys, un 10,9% entre 18 i 24, un 23,6% entre 25 i 44, un 23,1% de 45 a 60 i un 4,8% 65 anys o més.
L'edat mediana era de 27 anys. Per cada 100 dones de 18 o més anys hi havia 93,6 homes.
La renda mediana per habitatge era de 51.023 $ i la renda mediana per família de 53.203 $. Els homes tenien una renda mediana de 25.682 $ mentre que les dones 26.184 $. La renda per capita de la població era de 26.307 $. Aproximadament el 21,2% de les famílies i el 15,1% de la població estaven per davall del llindar de pobresa.
El segons el cens dels Estats Units de 2010 el 69,31% dels habitants són nadius americans i el 16,21% blancs. El 16,90% de la població són hispànics.

## Poblacions més properes
El següent diagrama mostra les poblacions més properes.